# Mount Ida, Antarktis
Mount Ida är ett berg i Östantarktis som Nya Zeeland gör anspråk på. Toppen på berget ligger 1 600 meter över havet, eller 625 meter över den omgivande terrängen. Berget bas är 2,2 km bred.